# Gemeinde Jezersko
Jezersko (offiziell: Občina Jezersko; deutsch: Gemeinde Seeland) ist eine slowenische Gemeinde im Tal der Kokra (deutsch Kanker) unmittelbar südlich des österreichisch-slowenischen Grenzübergangs Seebergsattel. 
Sie gliedert sich in Zgornje Jezersko (Ober-Seeland) und Spodnje Jezersko (Unter-Seeland), wobei der erstgenannte Ort Sitz der Gemeindeverwaltung ist.

## Geografie
Dieser Bergort befindet sich in Nordslowenien auf 900 m. ü. M. in einer ländlich-alpin geprägten Region, die sich durch Wiesen und Weiden sowie durch eine geradezu "hörbare", nur durch das gelegentliche Geläut von Kuhglocken unterbrochene Stille auszeichnet. Das Dorf liegt umschlossen von den Steiner Alpen (slowenisch: Kamniške Alpe) sowie einem Teil der Karawanken (slowenisch: Karavanke) und bietet eine gute Sicht auf die Berge.

## Nachbargemeinden
| Tržič | Österreich                                  | Österreich |
| Tržič | Kompassrose, die auf Nachbargemeinden zeigt | Kamnik     |
| Kranj | Preddvor                                    | Kamnik     |

## Geschichte
Die slowenischsprachige Gemeinde war Teil des Herzogtums Kärnten und fiel durch den Friedensvertrag von St. Germain zusammen mit dem Mießtal und Unterdrauburg 1919 an das Königreich Jugoslawien.
Sie war das einzige Gebiet des Herzogtums Kärnten, das im Herbst 1918 durch Landtagsbeschluss freiwillig aufgegeben wurde: in Form eines Gebietsaustausches mit Slowenien, das im Gegenzug seine deutschsprachige Gemeinde Weißenfels (Fusine in Valromana) an Kärnten abtrat, wobei diese jedoch kurz darauf gemeinsam mit dem Kanaltal an Italien abgetreten werden musste.
Seit 2018 ist Jezersko als erstes slowenisches Mitglied Teil der internationalen Alpenvereinsinitiative Bergsteigerdörfer.

## Name
Der Name Seeland bzw. Jezersko (im Slowenischen das aus See abgeleitete Adjektiv) bezieht sich auf einen ausgedehnten Gletschersee, der den Talboden früher einnahm, jedoch in der Folge des schweren Erdbebens von 1348 allmählich leerfloss.

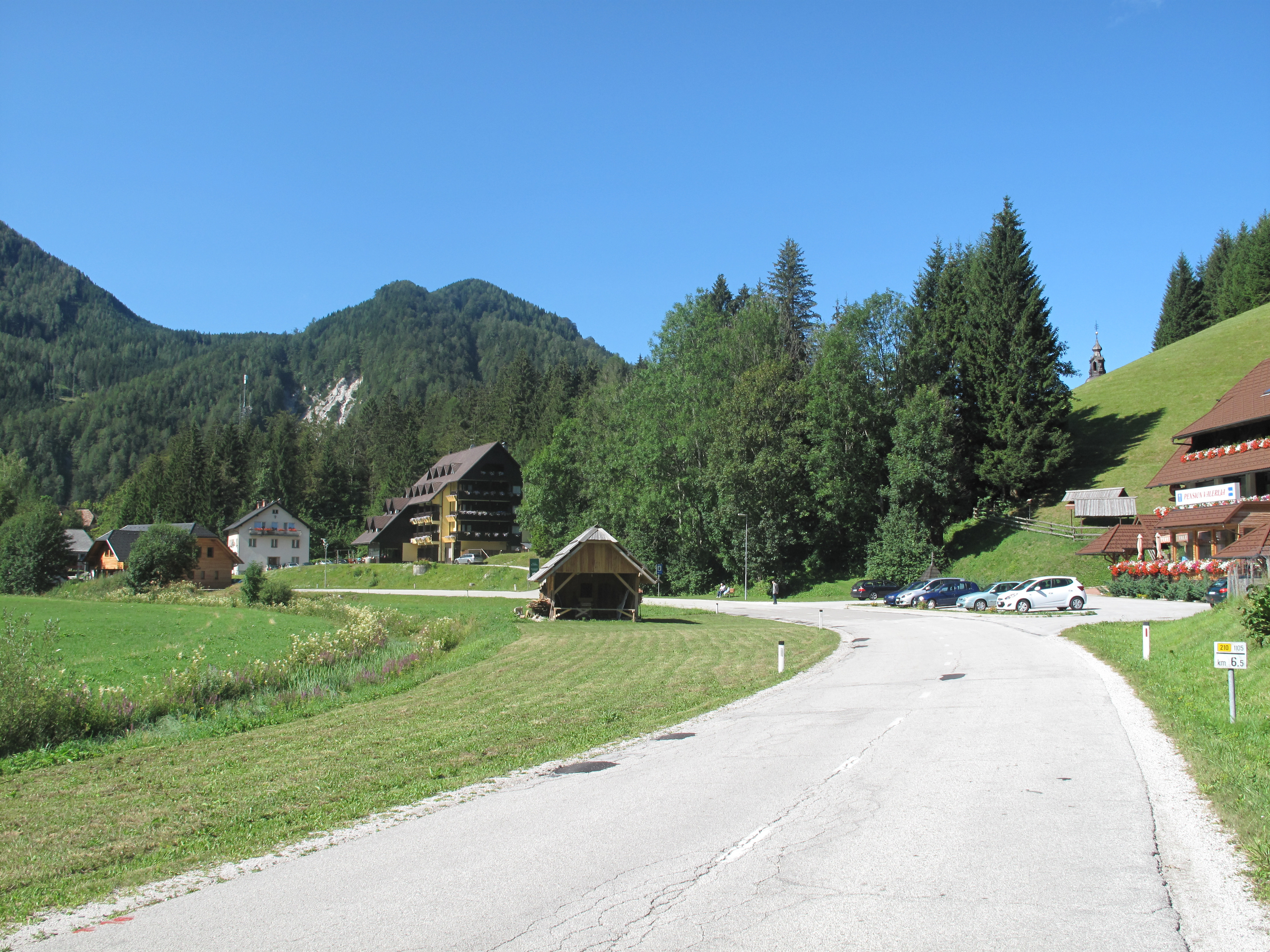
Ober-Seeland, Straße
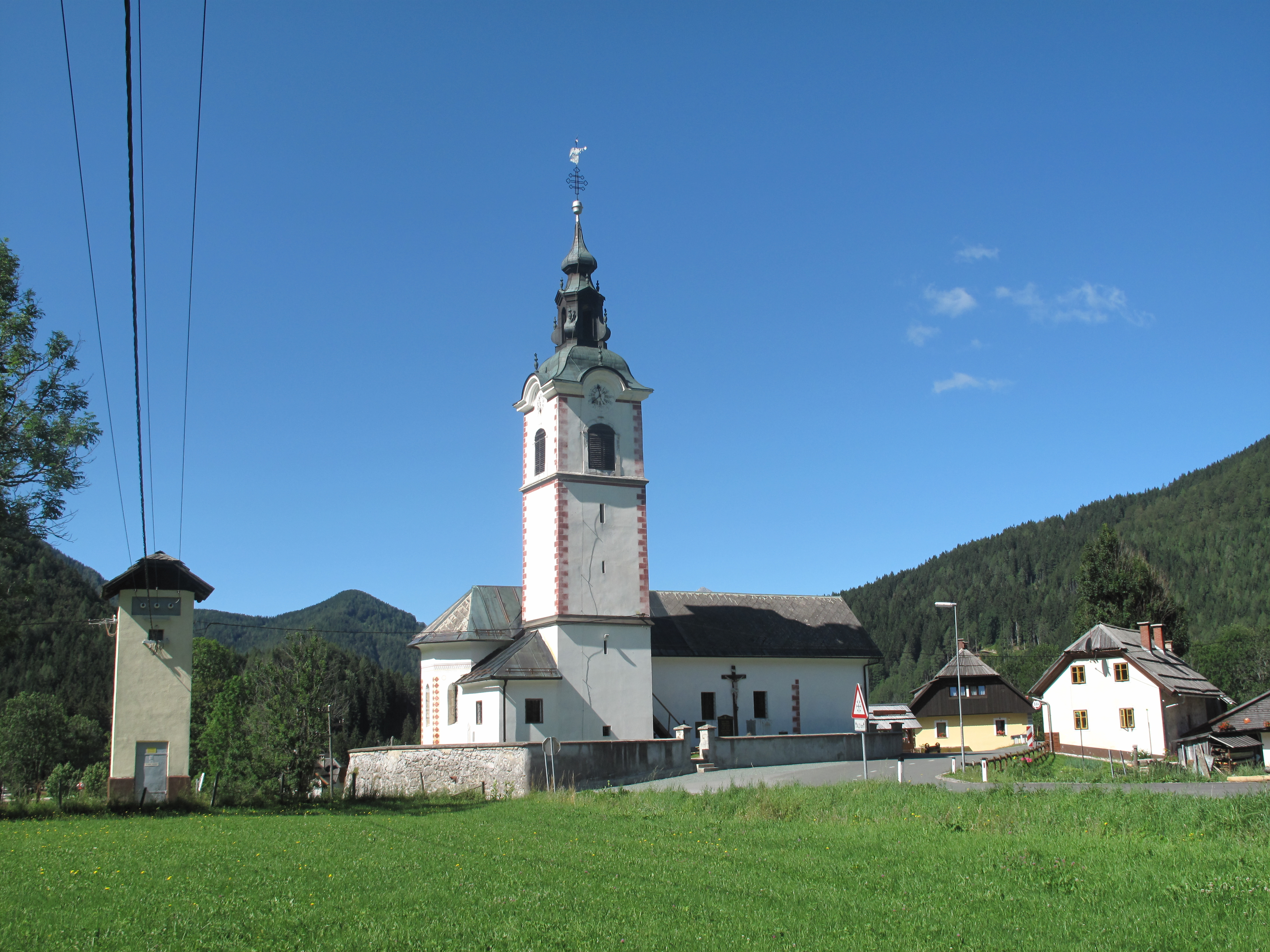
Ober-Seeland, Kirche
Blick vom Seeländer Sattel

## Persönlichkeiten
- Davo Karničar (1962–2019), Bergsteiger und Extremskifahrer
- Franz Muri (1846–1926), österreichischer Gastwirt und Politiker, 1873 bis 1909 Bürgermeister von Seeland

## Belege
1. ↑  Jezersko (Gemeinde, Slowenien) - Einwohnerzahlen, Grafiken, Karte und Lage. Abgerufen am 31. Juli 2023.
2. ↑  Jezersko, das erste Bergsteigerdorf in Slowenien. Bergsteigerdörfer, 26. Mai 2018, abgerufen am 8. November 2018.
3. ↑  eingeschränkte Vorschau in der Google-Buchsuche